# Variety Girl
Variety Girl (Brasil: Miragem Dourada / Portugal: Parada de Estrelas) é um filme estadunidense de 1947, do gênero comédia musical, dirigido por George Marshall e estrelado por Mary Hatcher e Olga San Juan. Esta é outra produção que mostra a galeria de astros da Paramount Pictures em participações especiais, entre eles Dorothy Lamour, William Holden, Gary Cooper, Alan Ladd e Paulette Goddard. Bing Crosby e Bob Hope aparecem em festejado sketch de golfe. A grande ausente é Betty Hutton, grávida na ocasião.
Apesar de feito em preto e branco, o filme apresenta uma sequência com os Puppetoons de George Pal rodada em Technicolor.
As sete canções mostradas na tela foram compostas por Frank Loesser, Jimmy Van Heusen-Johnny Burke e outros.
O filme serviu de grande propaganda para o Variety Club, uma entidade internacional que prestava assistência a crianças e que agia no meio do show business.

## Sinopse
Catherine Brown, uma jovem de origem humilde, chega a Hollywood disposta a tornar-se estrela. Ela encontra uma companheira, Amber La Vonne, que deseja a mesma coisa. Juntas, elas invadem os estúdios da Paramount, na tentativa de impressionar todas as personalidades que cruzam seus caminhos.

## Elenco
| Ator/Atriz      | Personagem      |
| --------------- | --------------- |
| Mary Hatcher    | Catherine Brown |
| Olga San Juan   | Amber La Vonne  |
| DeForest Kelley | Bob Kirby       |
| Frank Ferguson  | R. J. O'Connell |
| Glenn Tryon     | Bill Farris     |
| Nella Walker    | Senhora Webster |
| Torben Meyer    | Andre           |